# Dancing the Dream
Dancing the Dream (с англ. — «Танцуя мечту») — книга стихов и размышлений 1992 года, написанная американским музыкантом Майклом Джексоном. Это его вторая книга, которая  последовала за автобиографией Moonwalk  ("Лунная походка") 1988 года. Книга  Dancing the Dream была посвящена его матери, Кэтрин, и Дипаку Чопре. Предисловие написала подруга Джексона, актриса Элизабет Тейлор. Книга также содержит около 100  фотографий Джексона.
Dancing the Dream была опубликована издательской компанией Doubleday 18 июня 1992 через 7 месяцев после того, как Джексон выпустил альбом Dangerous ("Опасная") в 1991 году. Это событие не имело большого коммерческого успеха. Книга была переиздана британским издательством Transworld 27 июля 2009 после смерти Майкла Джексона 25 июня 2009 года.

## Содержание
Джексон посвятил книгу Dancing the Dream  своей матери Кэтрин "с любовью". Книга содержит вступление, написанное его давней подругой Элизабет Тейлор .
Том состоит из 46 стихотворных произведений и эссе. Темы, на которые пишет Джексон, – это прежде всего дети, животные и окружающая среда. Например, одно  стихотворение под названием "Look Again, Baby Seal" («Посмотри, маленький тюлень») связано с защитой окружающей среды; Джексон представляет антропоморфных тюленей, которые размышляют о судьбе убитых охотниками. В другом стихотворении ("So the Elephants March" – «Так маршируют слоны») главными героями повествования являются слоны –  они не  желают быть убитыми для того, чтобы из их бивней сделали кусочки слоновой кости. Третья часть ("Mother Earth"  – «Мать-Земля») описывает борьбу – открывается, что перо чайки покрыто нефтью. Чтобы сделать акцент на теме защиты окружающей среды и на необходимости действий, Джексон пишет в эссе: «Мы относились к Матери-Земле так же, как некоторые люди относятся к съемной квартире. Просто уничтожьте и двигайтесь дальше. " 
Смерть больного СПИДом Райана Уайта в 1990 году в значительной степени повлияла на Джексона; певец написал об этом стихотворение и назвал его в честь Райана. Согласно стихотворению Джексон верит в то, что подросток пострадал из-за полного невежества, касаемого этой болезни  Стихотворение "Mother" («Мать») было написано для его матери Кэтрин, которую Джексон сильно любил. В одной строфе Джексон пишет: «Куда бы я ни шел / Ты в моем сердце, дорогая мама».  Стихотворение ранее было опубликовано его матерью в автобиографии 1990 года "My Family" («Моя семья») Это был не единственный материал из книги Dancing the Dream, который появлялся и в других изданиях. Стихи из книги Dancing the Dream (названные The Dance" –  «Танец») и "Planet Earth" (« Планета Земля ») были включены в аннотацию альбома Dangerous 1991 года (и в специальное переиздание альбома 2001 года). Кроме того, тексты песен " Will You Be There " ("Будешь ли ты здесь?") и " Heal the World " ("Исцели мир")  – также из альбома 1991 года – были включены в Dancing the Dream.  Разговорная версия поэмы "Planet Earth" («Планета Земля») появилась в посмертном альбоме 2009 года This Is It  ("Вот и все").
Dancing the Dream включает в себя около 100 фотографий. Несмотря на то, что в том были включены фото Джексона, не выпущенные ранее, некоторые из них все же были опубликованы до этого –  например, те, что были опубликованы в календаре Джексона в 1985 году. Другие были опубликованы в таких журналах, как Ebony и People. Кроме того, в том вошли фотографии–кадры из музыкальных клипов Джексона "Black or White" (1991) и "Remember the Time" (1992), в дополнение к этому сохранились кадры с выступления на праздновании десятой годовщины MTV в 1991 году. Джексон заказал обложку книги Dancing the Dream  у Нэйта Джорджио и Дэвида Нордала, с которыми он познакомился в 1980-х годах и с которыми впоследствии установил профессиональные отношения.

## История публикации
Книга "Dancing the Dream " была впервые опубликована 18 июня 1992 года издательством Doubleday. Она последовала  за автобиографией Джексона 1988 года Moonwalk, которая также была опубликована американской компанией. До публикации Dancing the Dream была провозглашена издательством книгой, которая «погружает нас в сердце и душу [Джексона]», а также «вдохновляющим и страстным томом непревзойденного человечества».  В своем единственном интервью, посвященном рекламе книги Dancing the Dream, Джексон описал ее следующим образом: «Это просто словесное выражение того, что я обычно выражаю через музыку и танец». После его смерти 25 июня 2009 года британская компания Transworld переиздала книгу в следующем месяце  – 27 июля 2009 года.
Первые печатные номера книги "Dancing the Dream" не были выпущены Doubleday. Однако в марте 1993 года представитель фирмы (Марли Русофф) сообщил, что компания отправила 133 000 экземпляров книги и получила около 80 000 возвратов и 3000 повторных заказов. Таким образом, общий объем продаж снизился почти на 60%. Русофф заявил, что коммерческие выступления в поддержку Dancing the Dream не были столь успешными, потому что ожидаемый тур Джексона по Соединенным Штатам так и не воплотился в жизнь. Русофф прокомментировал: «Обзоры  – особенно некоторые из них  – были довольно обескураживающими. Джексон совершил тур по Европе, и британское издание было достаточно хорошим" 
Сюзанна Мантелл из журнала "Publishers Weekly" причислила книгу Джексона к таким,  которые «были изданы с большой шумихой и с большой надеждой, но далеко не соответствовали ожиданиям издателя...." Эмпирическое правило допускает, что возврат изданий в твердом переплете в диапазоне от 20% до 30% является приемлемым, в диапазоне от 30% до 50% находится на очень высоком уровне, и от 50% является катастрофическим, большинство [из перечисленных книг] были сделаны не очень хорошо, даже если им каким-то образом удалось окупить свои расходы и оказать влияние на прибыль». Мантелл считает, что Dancing the Dream  не создает «важности, которая дает книге жизнь и спасает ее от культурного забвения». Джексон может привлечь аудиторию в 65 миллионов человек, когда появится в Опре, но единодушное мнение среди книготорговцев заключается в том, что покупателям все равно».
Во время Simulchat в 1995 году Джексон заявил: «Я написал книгу под названием Dancing the Dream. Она была более  автобиографической, чем Moonwalk, которую я сделал с миссис Онассис . Книга не была полна сплетен, скандалов и всякой ерунды, которую пишут люди, поэтому я не думаю, что люди обращали на это большое внимание, но книга исходила из моего сердца. В ней были эссе, мысли и вещи, о которых я думал во время тура ".

## Стихи
| Танцуя Мечту          | Планета Земля                      | Волшебное дитя, часть 1 | Крылья без меня          |
| Танец жизни           | Когда дети улыбаются               | Но сердце сказало "нет" | Дети мира                |
| Так маршируют слоны   | Мальчик и подушка                  | На сегодня хватит       | Знак древних             |
| Исцели мир            | Дети                               | Мама                    | Магия                    |
| Рыба, которая жаждала | невинность                         | Доверять                | Смелость                 |
| Любовь                | Бог                                | Как я делаю музыку      | Райан Уайт               |
| Неуловимая тень       | О детях мира                       | Две птицы               | Последняя слеза          |
| Экстаз                | Берлин 1989                        | Мать Земля              | Мудрая маленькая девочка |
| Я Вы Мы               | Ангел света                        | Я искал свою звезду     | Ребенок – это песня      |
| Дитя невинности       | Будешь ли ты здесь?                | Волшебное дитя, часть 2 | Ты слушаешь?             |
| Вырываясь на свободу  | Однажды мы были там                | Рай здесь               | Квантовый скачок         |
| Тот, кто в зеркале    | Посмотри еще раз, маленький тюлень |                         |                          |

## Рабочие ссылки
- Doubleday To Reissue Michael Jackson's Own Book, Dancing The Dream. Booktrade.info (6 июля 2009). Дата обращения: 20 апреля 2010. Архивировано из оригинала 3 марта 2016 года.
- Coleman, Mark. Michael Jackson finally laid to rest in Los Angeles. Telegraph.com. Telegraph Media Group (4 сентября 2009). Дата обращения: 20 апреля 2010.
- Pauli, Michele. First 'instant' Jackson biography hits shelves in China. The Guardian (7 июля 2009). Дата обращения: 20 апреля 2010.
- Brown, Mick. Michael Jackson, death by showbusiness:In 1992, Michael Jackson published a slim volume of "poems and reflections" entitled Dancing The Dream. Daily Telegraph (27 июня 2009). Дата обращения: 20 апреля 2010.
- Chopra, Deepak. Jackson was pure, childlike: Deepak Chopra. Times of India (28 июня 2009). Дата обращения: 20 апреля 2010.

## Внешние ссылки
- Официальный сайт Майкла Джексона
- Официальный сайт Дэвида Нордаля
- Официальный сайт Нейта Джорджио
- Официальные продукты Майкла Джексона для продажи